# Jean Chacornac
| Odkryte planetoidy: 6 | Odkryte planetoidy: 6 |
| --------------------- | --------------------- |
| (25) Phocaea          | 6 kwietnia 1853       |
| (33) Polyhymnia       | 28 października 1854  |
| (34) Circe            | 6 kwietnia 1855       |
| (38) Leda             | 12 stycznia 1856      |
| (39) Laetitia         | 8 lutego 1856         |
| (59) Elpis            | 12 września 1860      |

Jean Chacornac (ur. 21 czerwca 1823 w Lyonie, zm. 23 września 1873 w Saint-Jean-en-Royans) – francuski astronom. Pracując w Marsylii i Paryżu odkrył 6 planetoid oraz niezależnie odkrył planetoidę (20) Massalia. Odkrył także kometę jednopojawieniową C/1852 K1 (Chacornac).
Jego nazwiskiem nazwano planetoidę (1622) Chacornac oraz krater Chacornac na Księżycu.